# فياتويا
بلدية فياتويا (بالإسبانية: Villatoya) هي بلدية تقع في مقاطعة البسيط التابعة لمنطقة كاستيا لا مانتشا وسط إسبانيا.

## الديموغرافيا
بلغ عدد سكان بلدية فياتويا 136 نسمة عام 2011 (وفقاً للمعهد الوطني الإسباني للإحصاء).
| 194 | 197 | 186 | 167 | 147 | 143 | 136 |